# Terraforming Mars
Terraforming Mars è un gioco da tavolo da 1 a 5 giocatori progettato da Jacob Fryxelius e pubblicato da FryxGames nel 2016, edito in Italia da Ghenos Games. 
In Terraforming Mars, i giocatori assumono il ruolo di corporazioni che collaborano per terraformare il pianeta Marte aumentando la temperatura, incrementando l'ossigeno all'atmosfera, coprendo la superficie del pianeta con acqua, importando vita vegetale e animale. I giocatori competono tra di loro per guadagnare il maggior numero di punti vittoria, che derivano dal loro contributo alla terraformazione e dalla realizzazione di progetti. I giocatori, nel corso della partita, raccolgono entrate e risorse che permettono di acquistare progetti, rappresentati da oltre 200 carte uniche e diverse tra di loro. Ogni progetto influisce sulla produzione di risorse o contribuisce direttamente alla terraformazione del pianeta rosso. 
Il gioco è stato accolto positivamente dal pubblico, vincendo numerosi premi e riconoscimenti. Su BoardGameGeek il gioco è valutato con una media di 8.4/10, con oltre 53 000 voti.

## Regole di gioco

### Meccaniche di base
I giocatori rappresentano diverse corporazioni concorrenti che partecipano tutte nella terraformazione di Marte nel corso di più generazioni. Il tabellone di gioco raffigura la superficie del pianeta, divisa in 61 esagoni contigui. Ogni esagono rappresenta circa l'1% della superficie di Marte. Su questi esagoni i giocatori possono posizionare tessere oceano, vegetazione, città e altre costruzioni speciali. Vince il giocatore che a fine partita ottiene più punti vittoria. La partita termina quando tutti e tre i parametri di terraformazione vengono completati: 
- il livello di ossigeno nell'atmosfera raggiunge il 14%
- la temperatura media passa da -30° a +8°
- il 9% della superficie di Marte è coperta di acqua[3]

I giocatori possono aumentare questi parametri principalmente giocando carte che rappresentano diversi progetti e tecnologie usate per terraformare Marte. Il gioco si sviluppa in diverse generazioni, ognuna di esse rappresenta un round di gioco. Ogni generazione è composta dalle seguenti fasi: 
- Ordine di turno, viene passato il segnalino primo giocatore
- Fase di ricerca, vengono aggiunte carte alla mano
- Fase azioni, a turno i giocatori eseguono azioni tra le 7 possibili (es. giocare carte, usare azioni di carte già in gioco, posizionare tessere vegetazione)
- Fase di produzione, i giocatori attendono risorse sulla base dei propri parametri di produzione[3]

Conclusa una generazione si passa a quella successiva. 
Uno degli aspetti che rende unico Terraforming Mars è il sistema del Tasso di Terraformazione (TT). Ogni volta che un giocatore esegue un'azione che uno dei parametri di terraformazione (acqua, temperatura ossigeno), il TT del giocatore aumenta. Il TT di un giocatore non solo rappresenta i punti vittoria guadagnati a fine partita, ma anche il livello d'incasso di denaro di un giocatore alla fine di ogni generazione. In questo modo il TT premia i giocatori che più contribuiscono alla terraformazione del pianeta. 

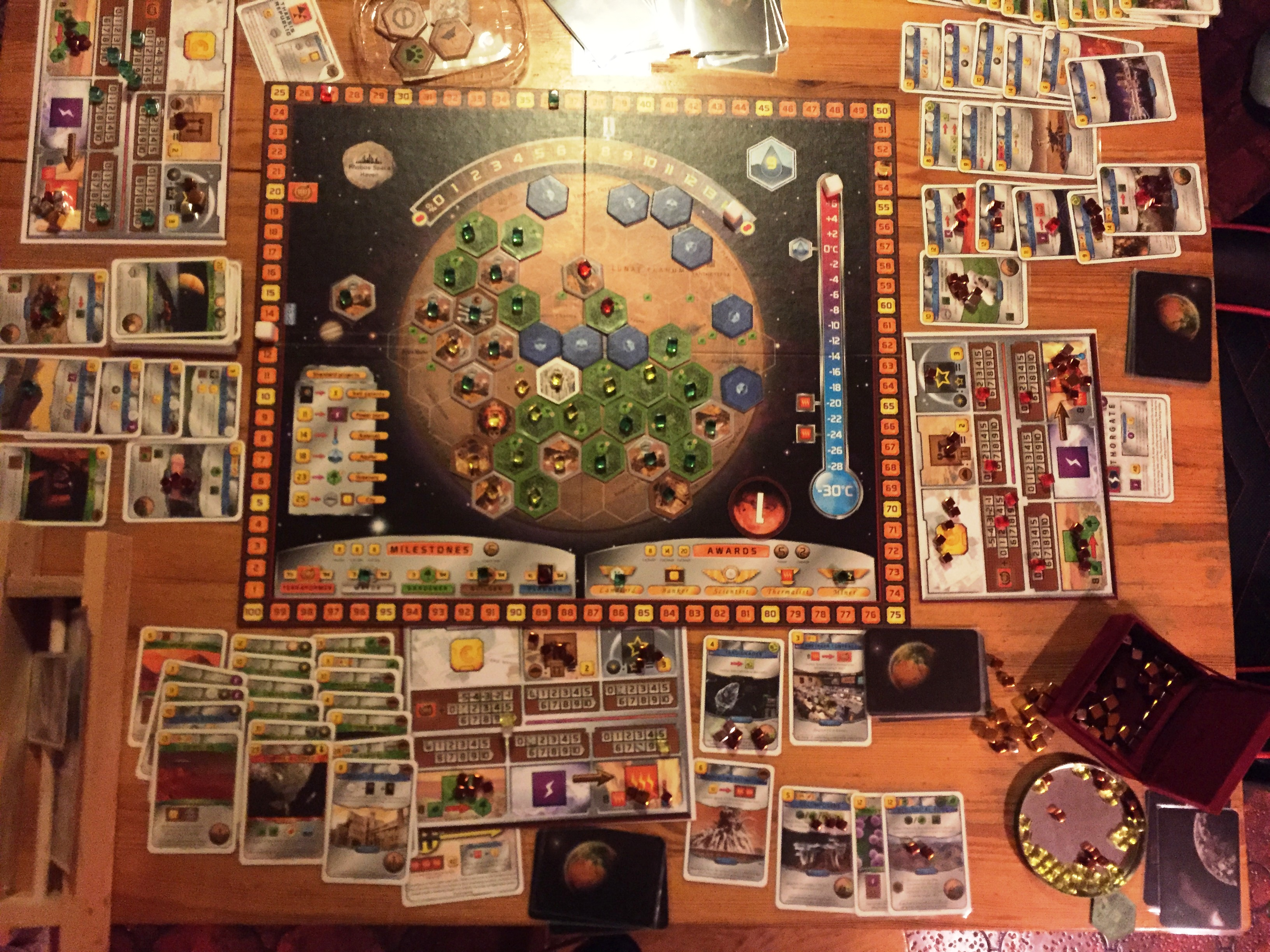
Panoramica dei materiali di gioco in una partita a 3 giocatori: Plancia del Pianeta Marte, plance giocatore e carte.

Il gioco termina quando tutti e tre i parametri di terraformazione sono stati completati. Alla fine della generazione in corso, dopo aver collocato le ultime tessere vegetazione, ogni giocatore conta i propri punti. I punti derivano da: 
- Tasso di Terraformazione
- Ricompense per i riconoscimenti finanziati
- Milestone (obiettivi raggiunti nel corso della partita)
- Tessere vegetazione collocate
- Tessere città collocate
- Punti vittoria indicati nelle carte giocate[3]

### Modalità in solitario e variante draft
La modalità solitaria rappresenta una sfida con sé stessi. Per vincere la partita il giocatore deve terraformare interamente Marte entro 14 turni, completando i tre parametri di gioco (acqua, ossigeno, temperatura), in caso contrario la partita è persa. Obiettivo secondario del giocatore è raggiungere punteggi sempre più elevati. Ad eccezione di poche variazioni il regolamento del gioco resta invariato rispetto alla partita a più giocatori. Nella modalità solitaria si gioca sempre con l'aggiunta dell'espansione Corporate Era, compresa nel gioco base.
Per aumentare il livello d'interazione fra i giocatore e moderare il fattore alea, l'autore propone d'introdurre la variante draft. Durante la fase di ricerca i giocatori pescano normalmente quattro carte dal mazzo. Invece di tenere tutte le carte i giocatori dovranno sceglierne una sola, passare le restanti tre al giocatore alla propria sinistra e riceverne altrettante dal giocatore alla propria destra. Tra queste carte ricevute si dovrà quindi sceglierne una e passare le restanti due, continuando così fino all'ultima carta. In questo modo ogni giocatore può influenzare maggiormente il gioco, scegliendo quali carte trattenere per sé e quale strategia perseguire.

## Espansioni
Sono state rilasciate dieci espansioni per Terraforming Mars:
- Hellas ed Elysium (2017), aggiunge un nuovo tabellone fronte-retro che rappresenta due nuove regioni di Marte ognuna con le proprie caratteristiche specifiche e i propri obiettivi
- Venus Next (2017), aggiunge un nuovo tabellone che rappresenta Venere come nuovo pianeta da terraformare e aggiunge nuove carte al gioco
- Prelude (2018), aggiunge le carte Prelude che permettono d'incrementare la produzione iniziale del giocatore
- Colonies (2018), aggiunge nuove aree intorno al sistema solare che i giocatori possono colonizzare fornendo modi alternativi per ottenere risorse
- Turmoil (2019), aggiunge un governo marziano con diverse fazioni politiche influenzabili dai giocatori per ottenere diversi bonus
- Amazonis & Vastitas (2024), aggiunge un nuovo tabellone fronte-retro che rappresenta due nuove regioni di Marte ognuna con le proprie caratteristiche specifiche e i propri obiettivi
- Automa (2024), aggiunge una nuova modalità per il gioco in solitaria, nel quale si dovrà affrontare e sconfiggere il MarsBot
- Milestone e Riconoscimenti (2024), una raccolta di 35 Milestone e 35 Riconoscimenti per poter personalizzare le proprie partite
- Prelude 2 (2024), aggiunge nuove carte Prelude da usare in combinazione con le altre espansioni di Terraforming Mars
- Utopia & Cimmeria (2024), aggiunge un nuovo tabellone fronte-retro che rappresenta due nuove regioni di Marte ognuna con le proprie caratteristiche specifiche e i propri obiettivi

## Premi
Tra il 2019 e il 2020 Terraforming Mars ha occupato il 3º posto tra i migliori giochi da tavolo di sempre su BoardGameGeek, a dicembre 2022 occupa la 6ª posizione.
| Anno | Premi                                          | Categoria                                                                     |
| ---- | ---------------------------------------------- | ----------------------------------------------------------------------------- |
| 2016 | Nomina e vincitore - Cardboard Republic Laurel | Architect                                                                     |
| 2016 | Nomina - Golden Geek                           | Miglior gioco in solitario Miglior gioco di strategia Miglior gioco dell'anno |
| 2016 | Nomina - Swiss Gamers Award                    |                                                                               |
| 2017 | Nomina e Argento - Tric Trac                   |                                                                               |
| 2017 | Nomina - Gouden Ludo                           | MIglior gioco per esperti                                                     |
| 2017 | Nomina - Goblin Magnifico                      |                                                                               |
| 2017 | Nomina - Diana Jones Award                     |                                                                               |
| 2017 | Vincitore - Deutscher Spiele Preis             | Miglior gioco per famiglie/adulti                                             |
| 2017 | Nomina - Dragon Awards                         | Miglior gioco di fantascienza o fantasy                                       |
| 2017 | Nomina - International Gamers Award            | Strategia Generale - Multi giocatore                                          |
| 2017 | Nomina - Jogo do Ano                           |                                                                               |
| 2017 | Nomina - Kennerspiel des Jahres                |                                                                               |
| 2017 | Raccomandazione - Spiel der Spiele Hit         | MIglior gioco per esperti                                                     |
| 2018 | Nomina e vincitore - As d'Or Jeu de l'Année    | MIglior gioco per esperti                                                     |
| 2018 | Guldbrikken                                    | MIglior gioco per esperti                                                     |

## Campionato italiano di Terraforming Mars
Dal 2019 la finale nazione è organizzata da B.I.G Board Italian Gamers.
| Edizione | Anno | Sede della finale | Manifestazione    | Campione d'Italia   | Secondo classificato | Terzo classificato | Quarto classificato |
| -------- | ---- | ----------------- | ----------------- | ------------------- | -------------------- | ------------------ | ------------------- |
| I        | 2019 | Tavernelle        | Metauro War Games | Mattia Brugia       | Alessandro Giuliani  | Alessio Bicego     | Lorenzo Bozzi       |
| II       | 2021 | Tavernelle        | Metauro War Games | Alessandro Giuliani | Lorenzo Bozzi        | Alessio Bicego     | Daniele Aprile      |